# Viburnum luzonicum
Viburnum luzonicum är en desmeknoppsväxtart som beskrevs av Robert Allen Rolfe. Viburnum luzonicum ingår i släktet olvonsläktet, och familjen desmeknoppsväxter.

## Underarter
Arten delas in i följande underarter:
- V. l. apoense
- V. l. floribundum
- V. l. sinuatum

## Bildgalleri

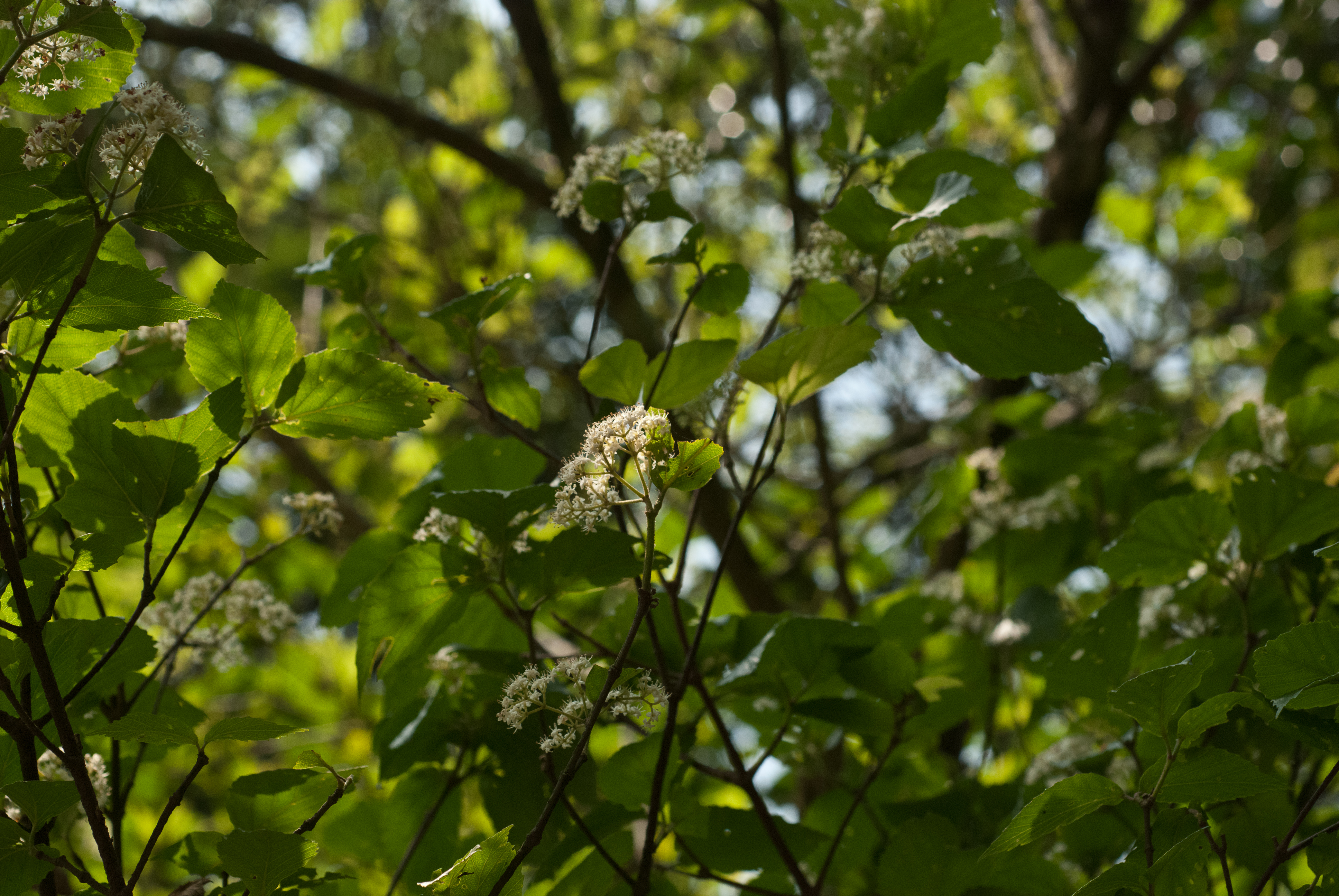
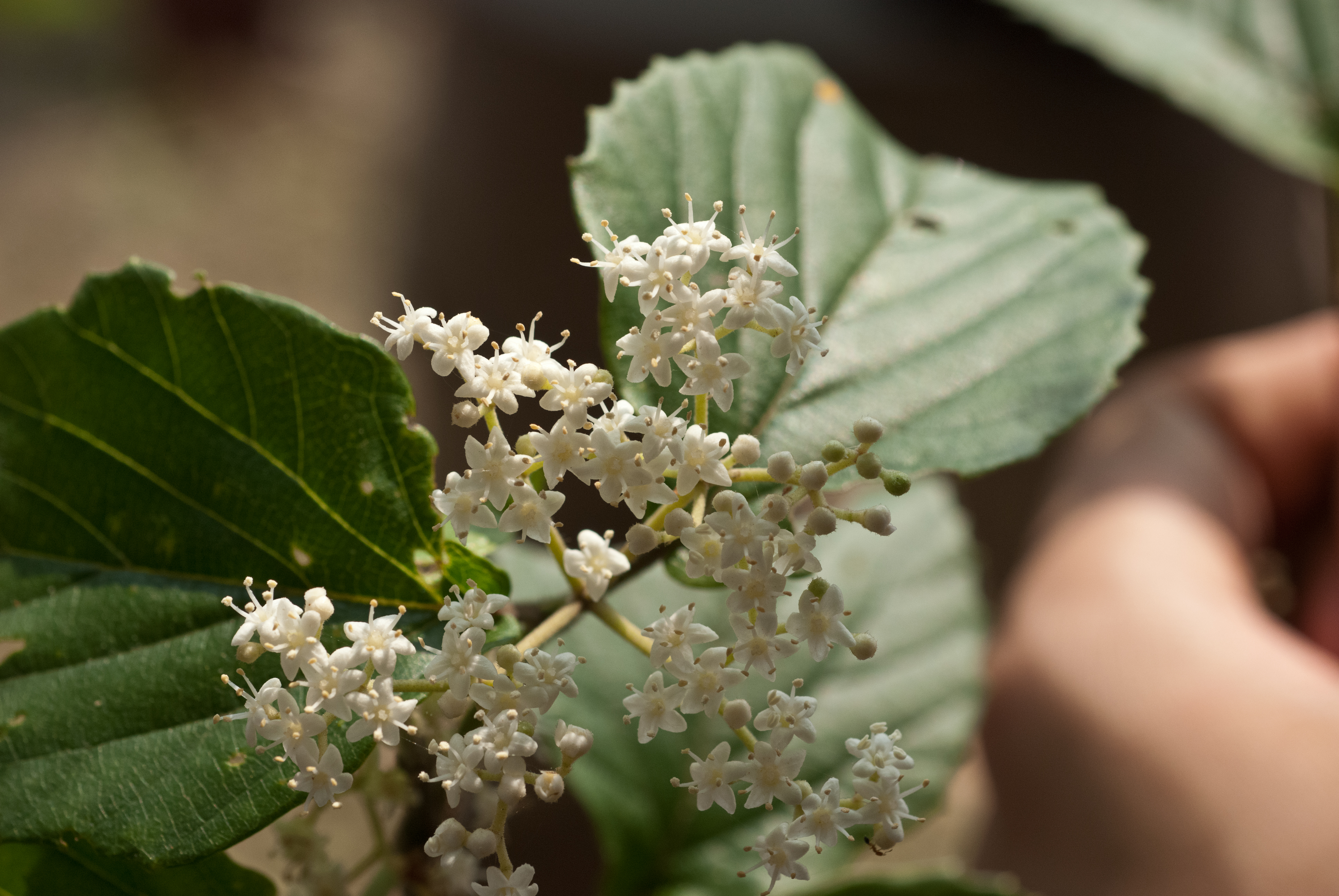
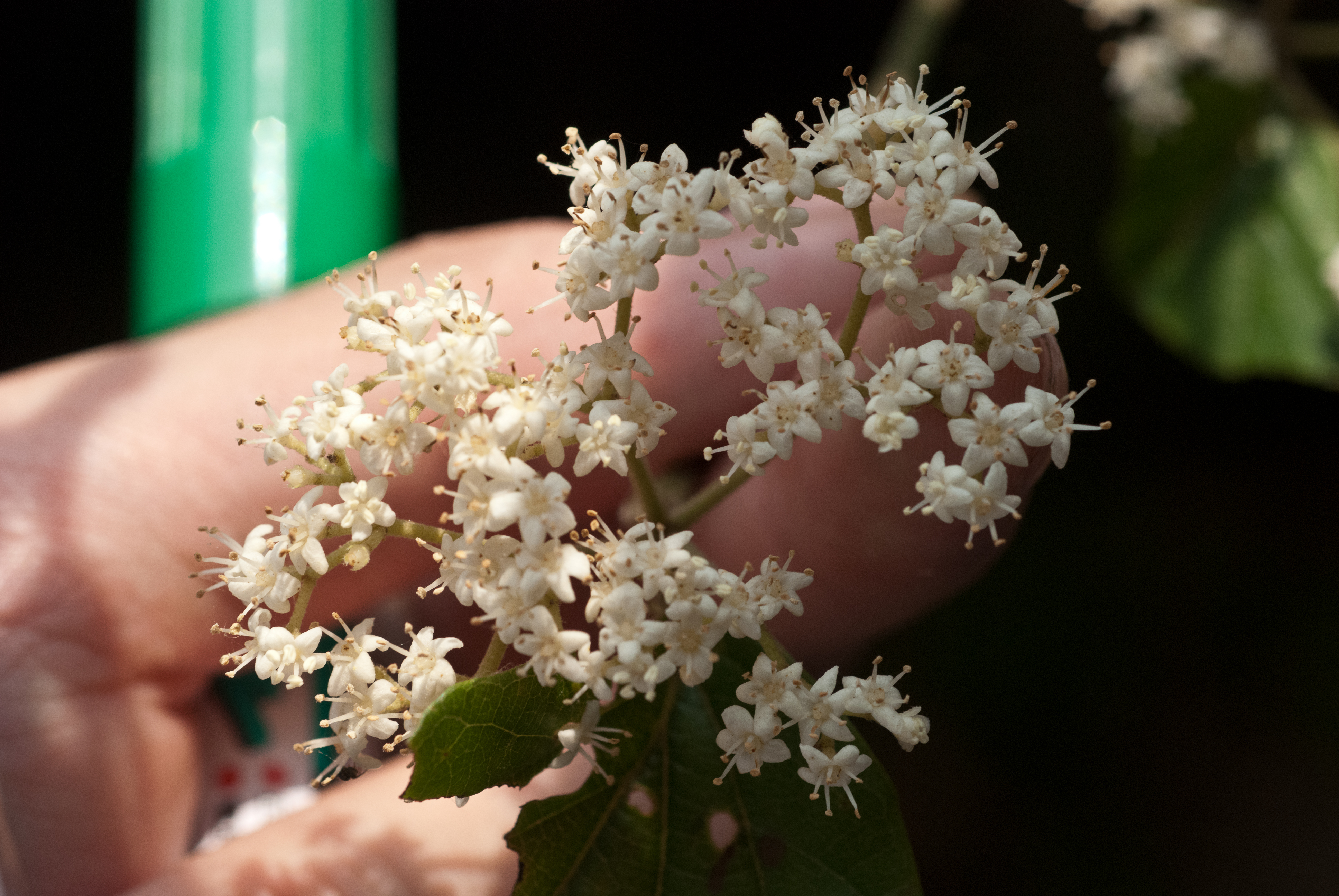